# Tachyempis purpurpalpis
Tachyempis purpurpalpis är en tvåvingeart som beskrevs av Smith 1962. Tachyempis purpurpalpis ingår i släktet Tachyempis och familjen puckeldansflugor. Inga underarter finns listade i Catalogue of Life.